# Distretto di Hegyhát
Il distretto di Hegyhát (in ungherese Hegyháti járás) è un distretto dell'Ungheria, situato nella provincia di Baranya.